# Coalition pour une Europe solidaire
Coalition pour une Europe Solidaire (en espagnol : Coalición por una Europa solidaria, CEUS) est une coalition électorale espagnole de centre droit constituée dans la perspective des élections européennes du 26 mai 2019. Elle est de facto la successeur de la Coalition pour l'Europe.

## Fondation
Certains partis nationalistes basques, catalans et galiciens s'allient pour les élections européennes depuis 2004 avec la coalition Galeusca - Peuples d'Europe puis, en 2009 et en 2014 la Coalition pour l'Europe,.
Le 15 mars 2018, la Coalition canarienne (CC) et le Parti nationaliste canarien (PNC) ont annoncé leur engagement à renouveler leur alliance électorale pour les élections européennes de l'année suivante, intitulée Coalition canarienne - Parti nationaliste canarien.
Le 15 janvier 2019, David Bonvehí, président du Parti démocrate européen catalan (PDeCAT), a également annoncé l'établissement d'une coalition avec le Parti nationaliste basque (PNV), approuvée par Jordi Turull, évoqué comme éventuelle tête de liste,. La Coalition canarienne s'est opposée à l'entrée du PDeCAT dans la coalition, en raison des positions indépendantistes du parti catalan. La rupture définitive entre le PNV et le PDeCAT intervient après l'annonce de la candidature de Carles Puigdemont.
En parallèle, la direction de Compromis pour la Galice (CxG) a reconduit la coalition de 2014 avec le PNV, tout comme El Pi – Proposta per les Illes, une fois le retrait du mouvement indépendantiste catalan confirmé. Le 6 avril 2019, l'intégration d'Atarrabia Taldea au sein de la coalition est annoncée avec Daniel Innerarity en quatrième position sur la liste. Enfin, le lendemain, la direction des Démocrates valenciens a annoncé rejoindre l'alliance. 
Le parti catalan, Unis pour aller de l'avant (es), successeur de l'Union démocratique de Catalogne (UDC), membre des précédentes coalitions européennes, déclare soutenir l'alliance bien qu'il en a été exclu. le chef historique de l'UDC, Josep Antoni Duran i Lleida, appelle ses partisans à voter pour la coalition dirigée par le PNV. 
Le 6 mai 2019, la coalition a été présentée sous le nom Coalition pour une Europe de la Solidarité (CEUS). Des représentants de toutes les forces de la coalition (PNV, CC-PNC, CxG, GBai, El Pi et DV) ont pris part à l'événement organisé à Bilbao.

## Partis membres
| Force politique | Force politique | Force politique | Chef de file           | Groupe européen | Groupe européen                                       |
| --------------- | --- | --------------- | ---------------------- | --------------- | ----------------------------------------------------- |
|                 | Parti nationaliste basque (eu) Euzko Alderdi Jeltzalea                                                                                     | PNV             | Izaskun Bilbao         |                 | Alliance des démocrates et des libéraux pour l'Europe |
|                 | Coalition canarienne - Parti nationaliste canarien (es) Coalición Canaria–Partido Nacionalista Canario - Parti nationaliste canarien (PNC) | CC–PNC          | Luis Padilla           |                 | Alliance des démocrates et des libéraux pour l'Europe |
|                 | El Pi – Proposition pour les îles (ca) El Pi – Proposta per les Illes                                                                      | El Pi           | María del Mar Llaneras |                 | Aucun                                                 |
|                 | Démocrates valenciens (ca) Demòcrates Valencians                                                                                           | DV              | Lluis Vicent Bertomeu  |                 | Aucun                                                 |
|                 | Geroa Bai (eu) Geroa Bai | GB              | Daniel Innerarity      |                 | Aucun                                                 |
|                 | Compromis pour la Galice (es) Compromiso por Galicia                                                                                       | CxG             | Juan Carlos Piñeiro    |                 | Aucun                                                 |

## Résultats électoraux

### Élections européennes
| Année | %    | Sièges | Position |
| ----- | ---- | ------ | -------- |
| 2019  | 2,83 | 1 / 59 | 8e       |